# 15 isodicéntrico

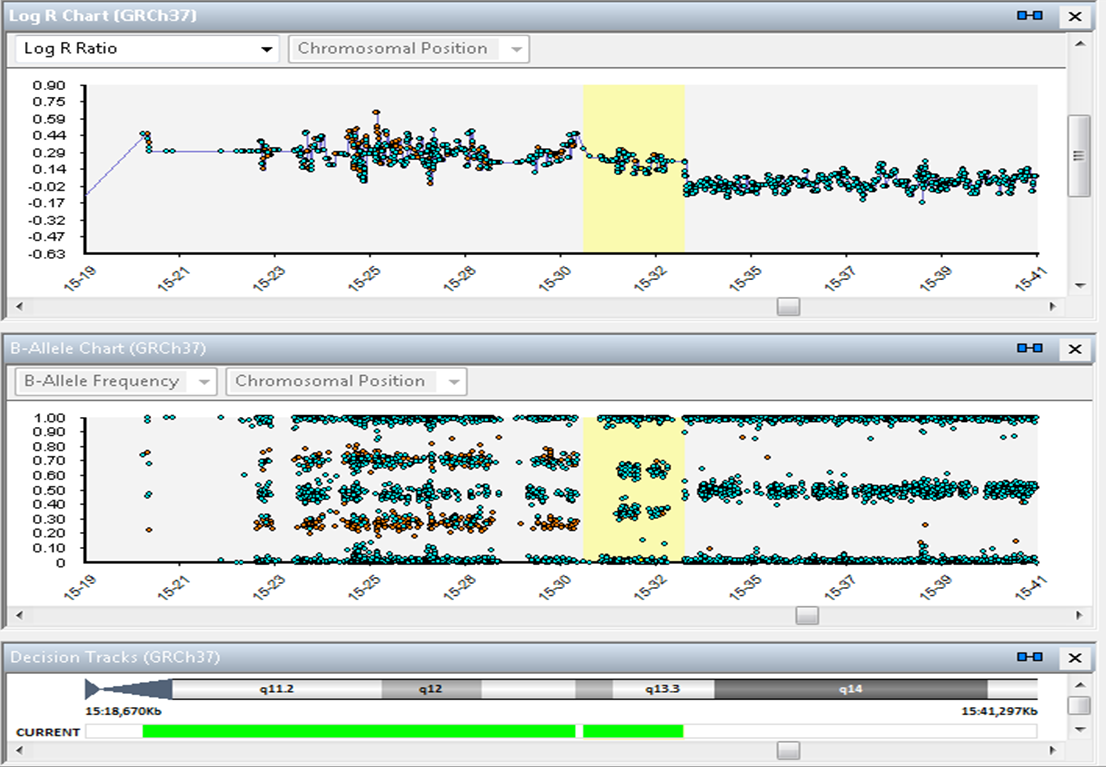
15 isodicéntrico.

Cromosoma 15 isodicéntrico o idic (15) es una alteración cromosómica o del cariotipo humano en el cromosoma 15. 
Está dentro de las denominadas enfermedades raras Las personas con idic (15) típicamente poseen 47 cromosomas en sus células somáticas, en lugar de los 46 cromosomas que aparecen normalmente en el cariotipo humano (23 cromosomas de cada progenitor). El cromosoma extra se compone de una sección del cromosoma 15, concretamente la región 15q11q13 más la porción correspondiente al centrómero. Esta región es por su gran cantidad de DNA repetitivo muy susceptible a roturas durante el proceso de gametogénesis, motivo por el cual la mayoría de los individuos inician su región en 15q11 (región proximal al centrómero) y puede llegar incluso hasta 15q14 (región más distal al mismo). 
Una vez obtenida esta región 15q11q13 más su centrómero correspondiente, en el 80% de las ocasiones se duplica y se invierte para unirse en una secuencia espejo y formar ese pequeño cromosoma extra en este caso supernumerario derivado por lo tanto del cromosoma 15 sin alteración que le da origen. De ahí su terminología idic que hace referencia a “iso” (igual) y “dicéntrico” (dos centrómeros).
En el 20% de las ocasiones la región 15q11q13 se duplica, o incluso se triplica, pero no se hibrida y une en una secuencia espejo. En esta ocasión se integra dentro de la secuencia del propio cromosoma aportado por uno de los progenitores formando las denominadas alteraciones intersticiales. En este caso no existe un cromosoma extra, pero sí la misma cantidad extra de material genético. 
Independientemente de la existencia o no de un cromosoma 15 extra por uno u otro proceso biológico en la reorganización de DNA, existen mosaicismos que inciden en el nivel de manifestación del síndrome. 
Las manifestaciones claramente establecidas por las publicaciones asocian el síndrome idic15 al trastorno del espectro autista (TEA). Según la base de datos de la organización estadounidense (Dup15q Alliance) en una muestra de 800 pacientes, el 85% tenían un diagnóstico de TEA inicialmente catalogado como idiopático (casusa desconocida) previamente a tras resultados genéticos. Otra de las manifestaciones importantes son la alteración motora que fundamentalmente afecta al equilibrio y la coordinación. A nivel neurológico la epilepsia, el trastorno del desarrollo intelectual y alteraciones en el tono muscular, que se manifiesta como hipotonía generalizada aunque existen algunos casos descritos con hipertonía. 
El diagnóstico se efectúa mediante pruebas genéticas como cariotipo al que se ha sumado la hibridación genómica comparada o CHG array. En el síndrome idic15 no hay evidentes manifestaciones fenotípicas por lo que la solicitud de pruebas genéticas para el diagnóstico se lleva a cabo cuando se evidencia un retraso psicomotor generalizado. La realización de estas pruebas en búsqueda de la etiología de las manifestaciones en un contexto dentro de los trastornos generalizados del neurodesarrollo es de vital importancia para la organización de familiares mediante grupos de apoyo y posibilidades de estudios de investigación con objetivos comunes.
Revisado Miguel Ángel Orquín González. Médico investigador del síndrome idic15 por la Universidad de Valencia. Médico de la Asociación Nacional del síndrome idic15.